# Paul Fusco
Paul Fusco (ur. 29 stycznia 1953 w New Haven) – amerykański aktor, producent, scenarzysta, reżyser i lalkarz, znany głównie jako twórca serialu Alf i aktor dubbingujący tytułową postać.

## Filmografia

### Aktor
- Matlock jako Alf (1986–1995)
- Blossom jako Alf (1991–1995)

### Producent
- Alf (1986–1990)
- Alf (1987–1989)
- Kosmokoty (1991)

### Scenarzysta
- Alf (1986–1990)
- Alf (1987–1989)
- Kosmokoty (1991)
- Projekt ALF (1996)

### Dubbing
- Alf jako Alf (1986–1990)
- Alf jako Alf (1987–1989)
- Opowieści Alfa jako Alf (1988–1990)
- Tajemnica zaginionej skarbonki jako Alf (1990)
- Kosmokoty (1991)
- Projekt ALF jako Alf (1996)

### Reżyseria
- Alf (1986–1990)